# Чемпионат СССР по лыжным гонкам 1933
6-й лично-командное первенство СССР на всесоюзном зимнем празднике проходило в Москве с 24 февраля по 1 марта 1933 года.
Соревнования проводились по семи дисциплинам — гонки на 15, 30, 50 км и бег патрулей 20 км (мужчины), гонка на 8 км и бег команд 5 км (женщины), смешанная эстафета 5х5 км (3 мужчины и 2 женщины).

## Медалисты

### Мужчины
|                                           | Золото                                                                   | Серебро                                                             | Бронза                                        |
| ----------------------------------------- | ------------------------------------------------------------------------ | ------------------------------------------------------------------- | --------------------------------------------- |
| Гонка на 15 км                            | Додонов Аркадий «Динамо» Тула                                            | Васильев Дмитрий ЦДКА Москва                                        | Бычков Алексей ЦДКА Москва                    |
| Гонка на 30 км                            | Васильев Дмитрий ЦДКА Москва                                             | Лясковский Владимир ЦДКА Москва                                     | Карпов Андрей Северная железная дорога Москва |
| Гонка на 50 км                            | Бычков Алексей ЦДКА Москва                                               | Арфман Якко Лесопункт Карелия                                       | Муратиков Александр «Пищевик» Москва          |
| Военизированный ночной бег патрулей 20 км | Ленинград Воробьёв Фёдор Павлов Николай Ильин Андрей Пашукевич Александр | Москва Бессонов Леонид Людсков Павел Людсков Анатолий Гришин Андрей | Урал                                          |

### Женщины
|                 | Золото                                    | Серебро                                                   | Бронза                            |
| --------------- | ----------------------------------------- | --------------------------------------------------------- | --------------------------------- |
| Гонка на 8 км   | Кульман Ирина ЦДКА Москва                 | Додонова(Косарева) Валентина «Динамо» Тула                | Гусева Варвара «Динамо» Ленинград |
| Бег команд 5 км | Карелия Минина Мария Никонова Нурминен М. | Ленинград Гусева Варвара Воробьёва Нина Гросберг Вероника | Горьковский край                  |

### Смешанные
|                           | Золото                                                                                 | Серебро                                                                            | Бронза  |
| ------------------------- | -------------------------------------------------------------------------------------- | ---------------------------------------------------------------------------------- | ------- |
| Смешанная эстафета 5х5 км | Москва Панков Николай Додонова Валентина Бычков Алексей Кульман Ирина Васильев Дмитрий | Ленинград Павлов Николай Воробьёва Нина Воробьёв Фёдор Гусева Варвара Ильин Андрей | Карелия |